# Metacrias erichrysa
Metacrias erichrysa är en fjärilsart som beskrevs av Edward Meyrick 1887. Metacrias erichrysa ingår i släktet Metacrias och familjen björnspinnare. Inga underarter finns listade i Catalogue of Life.